# Parallelia lateritica
Parallelia lateritica là một loài bướm đêm trong họ Erebidae.